# Abraham Ostrzega

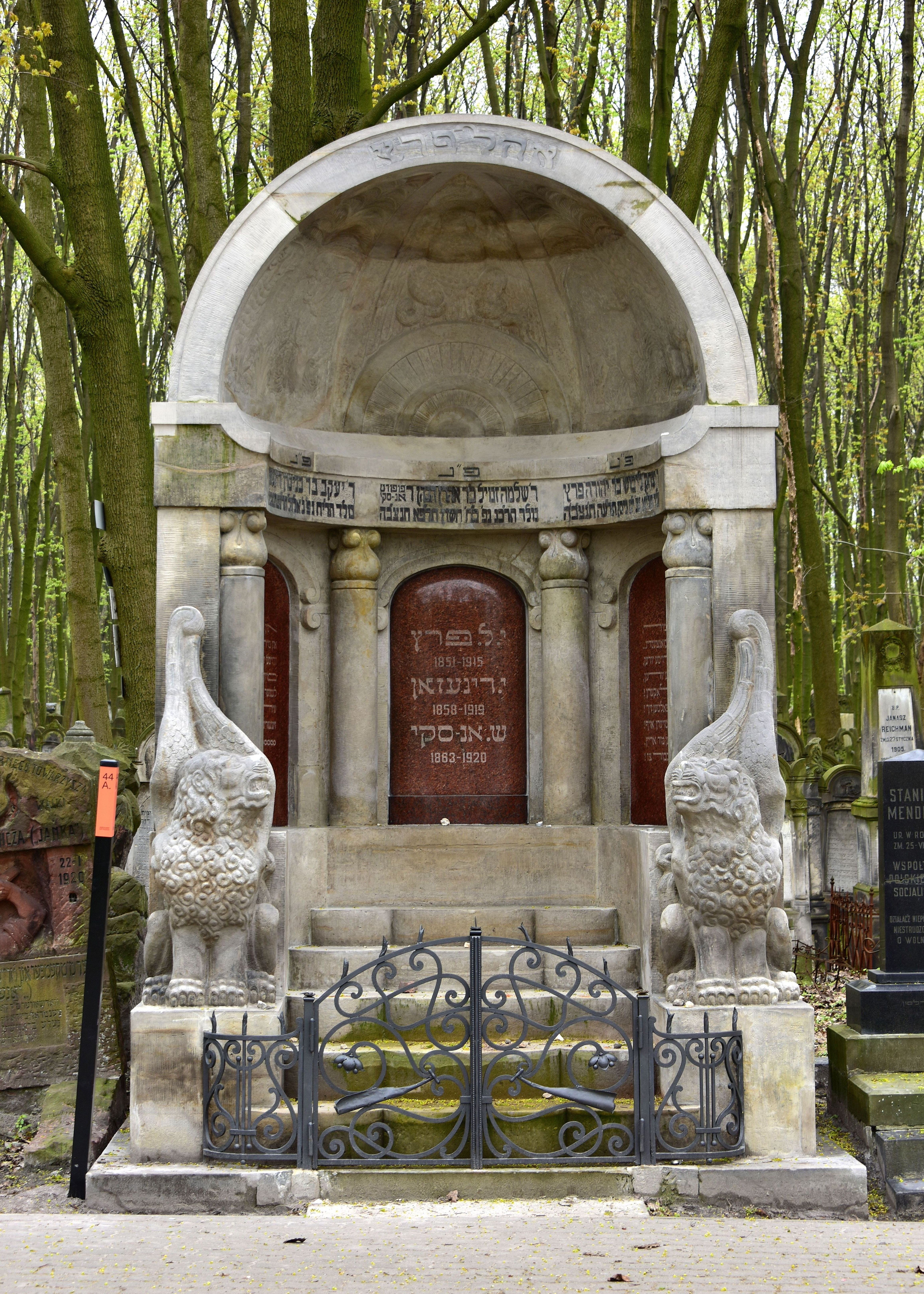
Mauzoleum Trzech Pisarzy

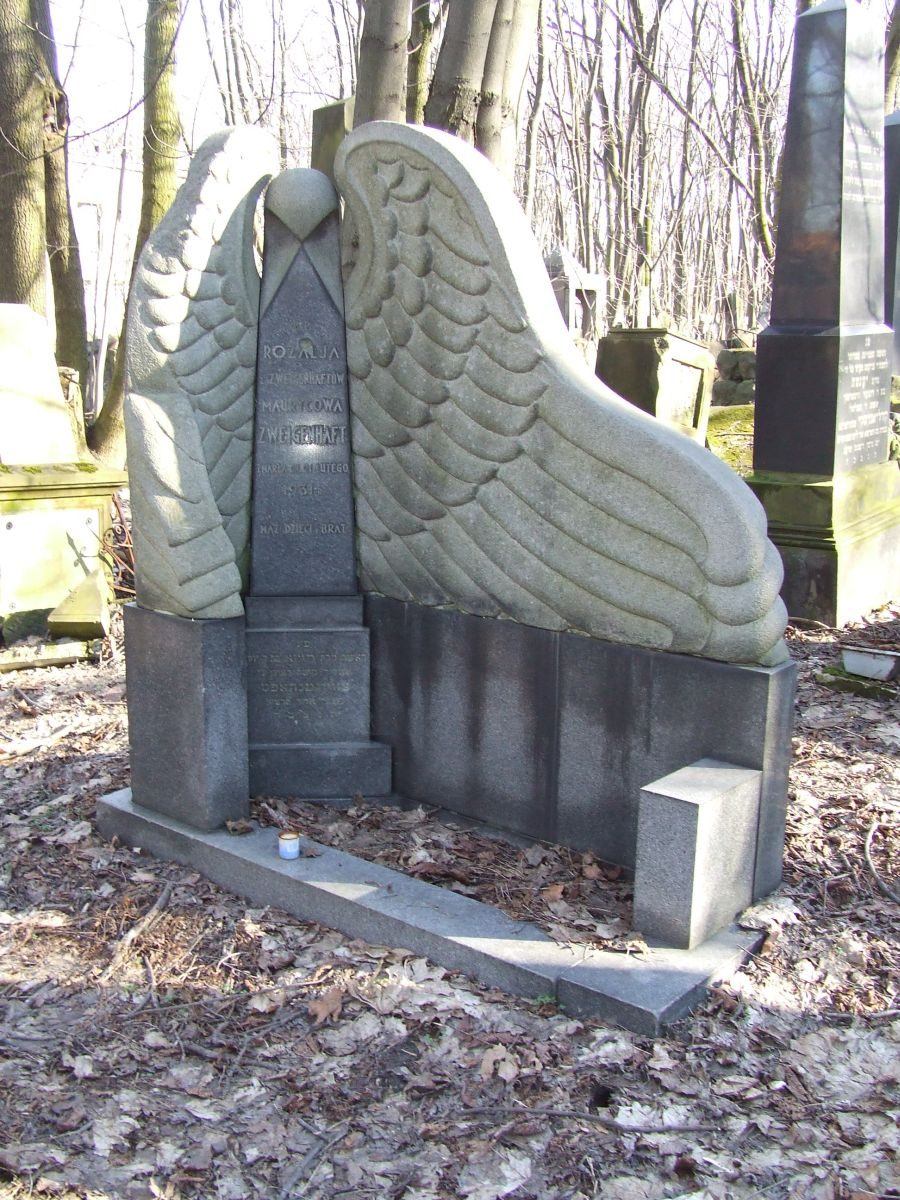
Grabmal von Rosalie Zweigerhaft auf dem Jüdischen Friedhof Warschau

Abraham Ostrzega (* 1889 in Okuniew bei Warschau, Russisches Kaiserreich; † 1942 im Vernichtungslager Treblinka) war ein polnischer Bildhauer.

## Leben
Ostrzega erfuhr seine Ausbildung zum Bildhauer in den Werkstätten von Henryk Kuna und Edward Wittig. In den Jahren zwischen dem Ersten und dem Zweiten Weltkrieg war er einer der Förderer der jüdischen Kultur in Polen.
Als Bildhauer widmete sich Ostrzega hauptsächlich der Grabmalkunst. Außerdem fertigte er Bildnisbüsten und figürliche Kompositionen. Für seine Figurengruppe Mutterschaft, die in der Warschauer Nationalen Kunstgalerie Zachęta ausgestellt wurde, wurde er 1923 ausgezeichnet.
Das Werk Ostrzegas ging fast vollständig während der deutschen Besatzung im Zweiten Weltkrieg verloren. Erhalten sind nur noch seine Grabsteinskulpturen auf dem Jüdischen Friedhof an der Okopowa-Straße in Warschau. Die deutsche Besatzung verbrachte er im Warschauer Ghetto und wurde 1942 im Vernichtungslager Treblinka ermordet.

## Werk (Auswahl)
Sein Mausoleum für die drei Schriftsteller Jizchok Leib Perez, Jakob Dinesohn und Salomon An-ski auf dem Warschauer Jüdischen Friedhof ist als Mauzoleum Trzech Pisarzy bekannt. Es hat die Form einer Kapelle mit einer Halbkuppel, in der sich ein Bild der Prophezeiung des Propheten Jesaja „über den Tag der kommenden Versöhnung“ befindet. Das Grab wird von zwei geflügelten Löwen bewacht.